# Noord-Brabant van A tot Z

## A
ACTS Nederland BV -
AEGEE -
ATP-toernooi van Rosmalen 2007 -
ATP-toernooi -
Aa -
Aa of Weerijs -
Aa-Broeken -
Aalst -
Aalstvoort -
Aan de Pegstukken -
Aarle-Rixtel -
Abdij van Berne -
Abdij van Loosduinen -
Abdij van Rijnsburg -
Abtsbrug -
Acht -
Acht van Chaam -
Acht zaligheden -
Achter het Stadhuis -
Achtereind -
Achterste Beersdonk -
Achtmaal -
De Adriaan (Veldhoven) -
Adriana Back van Asten -
Alem, Maren en Kessel -
Algemeene Transport Onderneming -
Allerheiligenvloed (1532) -
Allerheiligenvloed (1570) -
Allerheiligenvloed (1675) -
Almkerk -
Alpha -
Alphen -
Alphen en Riel -
Alphen-Chaam -
Amadeiroplein -
Amphia Ziekenhuis -
Amstelland (departement) -
Andel -
Animali Vogel- en dierenpark -
Annanina's Rust -
Annenborch -
Anneville -
Anton Pieckplein -
Antwerpse Poort -

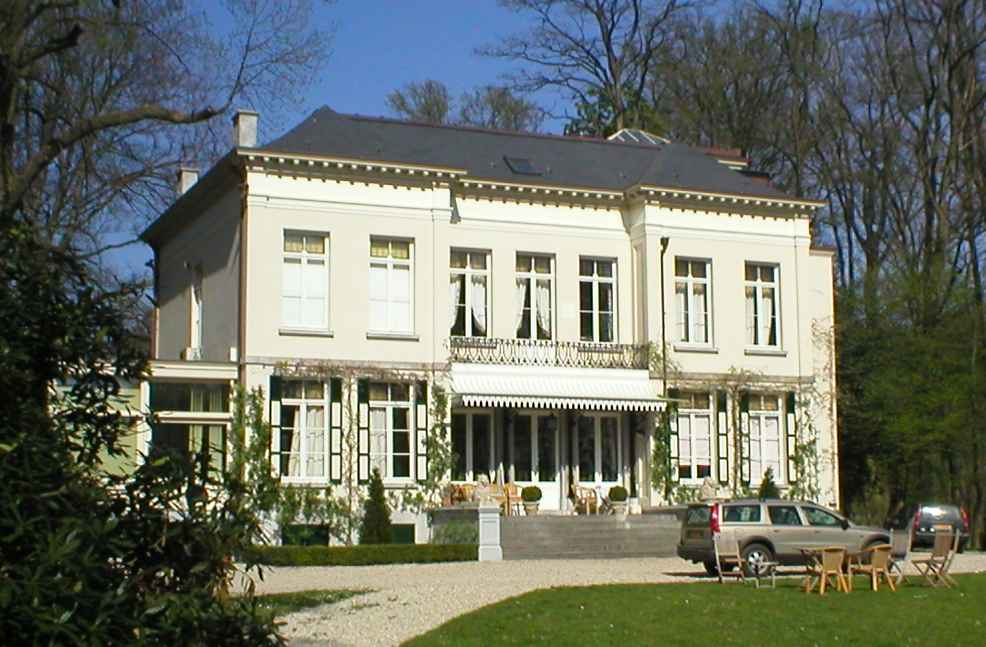
Alphen

Archeologisch en Paleontologisch Museum -
Area 51 -
De Arend (Terheijden) -
Arriva -
Asdonk -
Asten (gemeente) -
Asten (plaats) -
Asterd -
Asterdplas -
Assumburg (molen) -
Austin 1800 Balanza -
Austin Allegro -
Austin Motor Company -
Autotron -
Autotron Rosmalen -
Avonturendoolhof -
De Adjudant -
De Admirant -
Jan Bacx van Asten -

## B
Arnoldus van Baar -
BBA -
BDtv -
Alexander Beens -
Beestenveld -
BH & BC Breda -
BN/De Stem -
BNMHC Zwart-Wit -
Bossche bol -

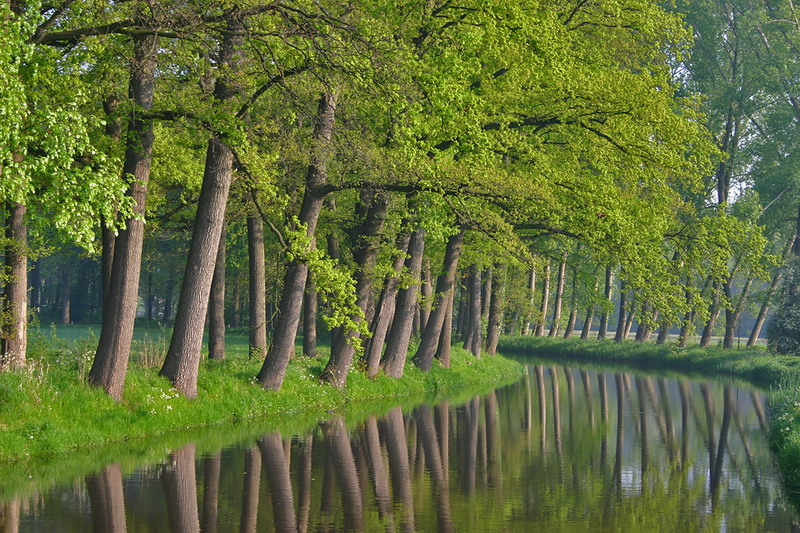
Beek en Donk

Bredase Radio en Televisie Stichting -
BVV -
Baardwijk -
Baardwijkse Overlaat -
Baarle-Nassau Grens -
Baarle-Nassau -
Baarle-onder-Thorn -
Baarle -
Babyloniënbroek -
Bakel en Milheeze -
Bakel -
Baronie Breda -
Baronie Liesveld -
Baseldonkpoort -
Basiliek van de H.H. Agatha en Barbara -
Bastion Baselaar -
Bastion Grobbendonck -
Bastion Oranje -
Bastion Sint-Anthonie -
Bastion Sint-Marie -
Bastion Vught -
Batadorp -
Bavel -
Beatrixkanaal -
Bedrijventerrein Brabantpoort -
Bedrijventerrein De Herven -
Beek (Noord-Brabant) -
Beek en Donk -
Beemd -
Beers -
Beerse Overlaat -
Begijnhof (Breda) -
Begraafplaats Orthen -
Beleg van 's-Hertogenbosch (1629) -
Beleg van Breda -
Beleg van Leiden (1420) -
Ben van Zwieten -
Benedenkerk -
Berewoutkazerne -
Berewoutstraat -
Bergeijk -
Bergen Darts Team -
Bergen op Zoom -
Bergenshuizen -
Berghem -
Bergse Plaat -
Bergse Reddings Brigade -
Bergzicht -
Berkel-Enschot -
Berken -
Berkendonk -
Berlicum -
Bernard van Merode (1570) -
Bernheze -
Berthout Bacx -
Besoijen -
Besoyen -
BestZoo -
Best -
Bethaniëstraat -
Beuven -
Biesbosch -
Biesbosch MuseumEiland -
Biest-Houtakker -
Biezenmortel -
Big Funnelman -
Binnendieze -
Binnenschelde -
Binnenstad ('s-Hertogenbosch) -
Binnenstad (Eindhoven) -
Bisdom 's-Hertogenbosch -
Bisdom Breda -
Bisschopsmolen (Etten-Leur) -
Bladel Transparant -
Bladel en Netersel -
Bladel -
Bladella -
Blauwe Sluis -
Blixembosch -
Blu-raydisk -
Boeimeer (Breda) -
Boekel (Noord-Brabant) -
Boekel (Noord-Brabant) -
Boerdonk -
Bokhoven -
Bokkenrijk -
Bokt -
Bolwoningen -
Bont pertje -
Borgerij Berghen opden Zoom -
Borkel en Schaft -
Bosch -
Boschtion -
Boschveld -
Boshoverheide -
Boskant -
Bossche bol -
Bosschenhoofd -
Boswachterij De Kempen -
Boulevard (theaterfestival) -
Boxmeer -
Boxtel -
Braakhuizense Heide -
Brabant (lied) -
Brabant10 -
BrabantStad -
Brabanthallen 's-Hertogenbosch -
Brabantpark -
Brabants Dagblad -
Brabants Historisch Informatie Centrum -
Het Brabants Orkest -
Brabants Vennenpad -
Brabants volkslied -
Brabants worstenbroodje -
Brabants -
Brabantse Kastelendag -
Brabantse Stedenrij -
Brabantse Wal -
Brabantse Wal -
Brabantsedag -
Brandevoort -
Breda Ballon Fiësta -
Breda Barst -
Breda Centrum -
Breda Jazz Festival -
Breda's Museum -
Breda-Tilburg -
Breda -
Bredase Singelloop -
Breugel -
Broekland (Rosmalen) -
Brouwhuis -
Brug Hollandsch Diep -
Brug bij Keizersveer -
Bruggen -
Brusselse Poort -
Budel-Dorplein -
Budel-Schoot -
Budel -
Budelse Brouwerij -
Budelse zinkfabriek -
Burcht (plaats) -
Burgemeester Loeffplein -
Burgemeester de Grauwstraat -
Buulderbroek -
Buyckxe Kuil -
Catharina van Brederode -
Cimburga van Baden -
Cor Boonstra -
David Bache -
De Barones -
De Bergen -
De Blauwe Camer -
De Bunker (Eindhoven) -
Don Burgers -
Gymnasium Bernrode -
Het Bossche Broek -
Wilhelmus Marinus Bekkers -

## C
Albert van Cuijk -
Carnaval Festival -
Castelré -
Casteren -
Catharina (molen) -
Catharinaziekenhuis -
Cees-Rein van den Hoogenband -
Centrale Slenk -
Centrum van de Groote Wielen -
Chaam -
Chaamse bossen -
Chassé Park -
Chassé Theater -
Chinese Nachtegaal -
Circumvallatielinie -
Citadel -
Claudius Prinsen -
College van het Heilige Kruis -
Collse Watermolen -
Contravallatielinie -
Cornelis Spoorenberg -
Cornelis van Oorschot -
Cor van der Klugt -
Corneliuskerk (Den Hout) -
Cosmas- en Damianusvloed (1477) -
Cosmas- en Damianusvloed (1509) -
Coudewater -
Cranendonck -
Cromvoirt -
Croy -
Crèvecoeur (militair oefenterrein) -
Cuijk -
Jan V van Cuijk -
Pieter Couterel -
Willem van Cuijk -

## D

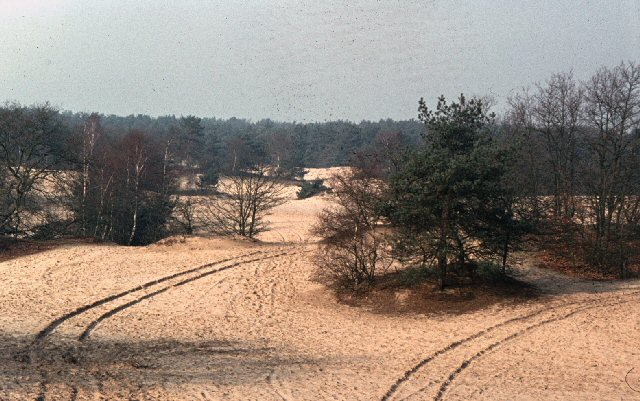
Drunen

Adriaan van Dijk -
Arnold Diepen -
Catharina van Durbuy -
DAF -
DAF Museum -
Daags na de Tour -
Dag van de Bedevaart -
Dalurendagkaartje -
Dat gaat naar Den Bosch toe -
De Driesprong -
De Heen -
De Herdgang -
De Mortel -
De Rips -
De zes dienaren -
Demen -
Demen en Langel -
Demer -
Den Dungen -
Den Hout -
Dennenburg -
Désiré (Megen) -
Deurne -
Deursen en Dennenburg -
Deursen -
Deuteren -
Dieden, Demen en Langel -
Dieden -
Dieskant -
Diessen -
Dieze -
Diezekanaal -
Dinteloord en Prinsenland -
Dinteloord -
Dinther -
Dionysius de Karthuizer -
Diorama -
Dirk van Heughten -
Doeveren -
Dommel -
Dommelbaorzedurp -
Dommelen -
Dommelstraat -
Dongen -
De Doornboom -
Doornhoek -
Dorpsstraat -
Dorshout -
Dorst -
Draaibrug -
Draak Lichtgeraakt -
Drakenfontein -
Driehuizen -
Driek Pakaon -
Driek Pakaon -
Villa De Driesprong -
Drimmelen -
Drongelen -
Droomvlucht -
Drunen -
Duits Lijntje -
Duiventoren -
Duizel en Steensel -
Duizel -
Dussen -
Dutch Design Week -
Dye Sprancke

## E
Autotron Expodome -
E.S.V.V. Pusphaira -
ESKV Attila -
Ed Nijpels -
Eeneind -
Eerde (Noord-Brabant) -
Eersel (plaats) -
Eerste Vrije Statenvergadering -
Eethen -
Effen -
Effenaar -
Efteling (buurtschap) -
Efteling Hotel -
Efteling Museum -
Efteling Theater -
Efteling -
Egypte (Bladel) -
EiffelTowers Den Bosch -
Eikenburg -
Eindhoven Airport -
Eindhoven Centrum -
Eindhoven Raptors -
Eindhoven -
Eindhovens Dagblad -
Eindhovens Studenten Corps -
Eindhovense Mixed Hockey Club -

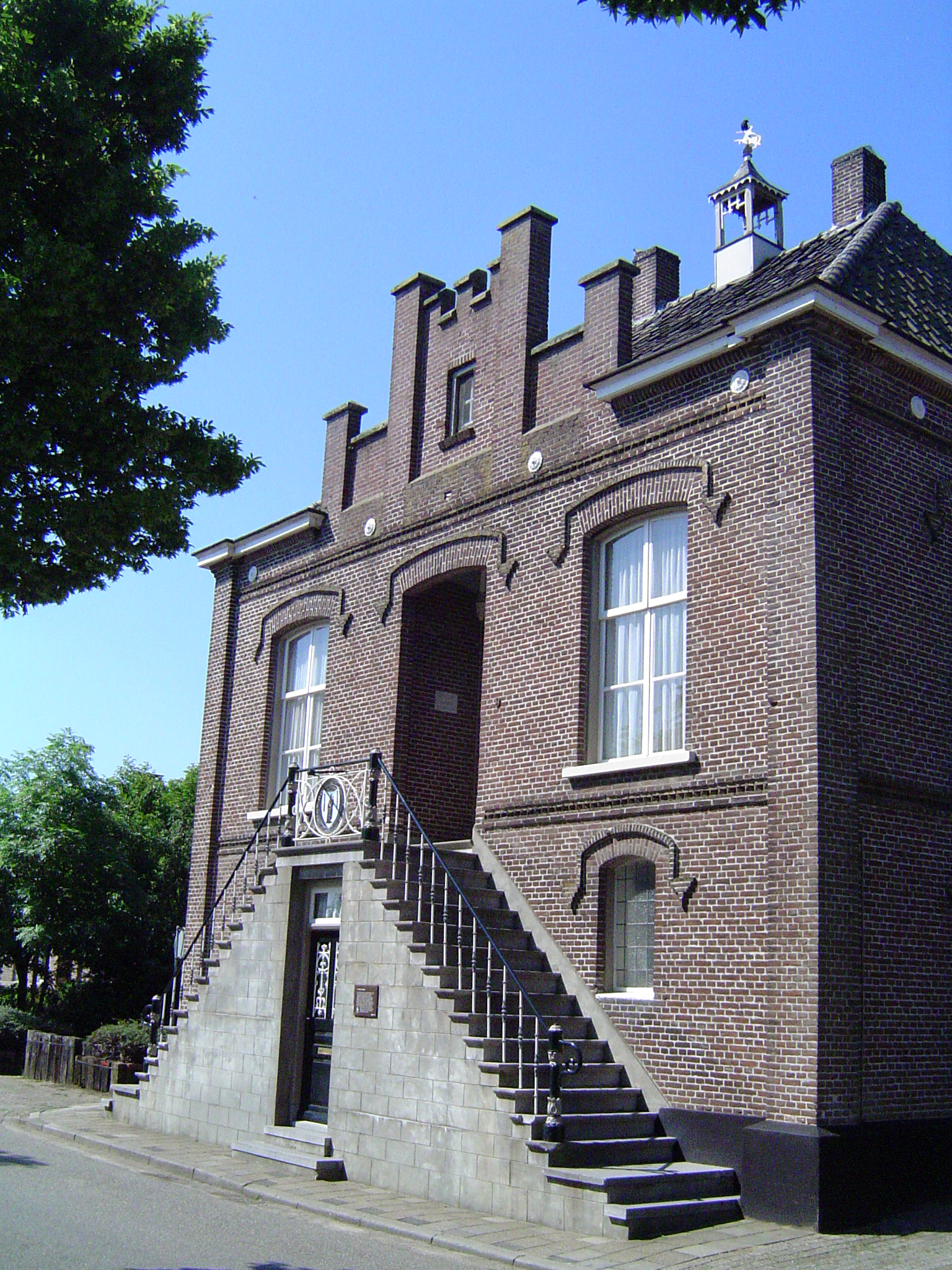
Escharen

Eindhovense Regionale Verplegings Omroep -
Elisabeth Bas -
Elisabeth-TweeSteden Ziekenhuis -
Elkerliek Ziekenhuis -
Elsendorp -
Elshout (Heusden) -
Elzendaalcollege -
Emmamolen -
Emmausklooster -
Empel en Meerwijk -
Empel -
Encyclopedie van Noord-Brabant -
Engelbrecht I van Nassau-Siegen -
Engelbrecht II van Nassau -
Engelen (plaats) -
Engeler Schans -
Engelermeer -
Erasmusfestival -
Erfgooier -
Erp (Eindhoven) -
Erp (Veghel) -
Ertveld Plas -
Esbeek -
Esch (Haaren) -
Escharen -
Etten -
Etten-Leur -
Europese kampioenschappen badminton 2006 -
Evoluon -
Ewald Marggraff -
Gerlacus van den Elsen -

## F
FC Den Bosch -
FC Eindhoven -
Fantasy Classic Gold Radio -
Fata Morgana -

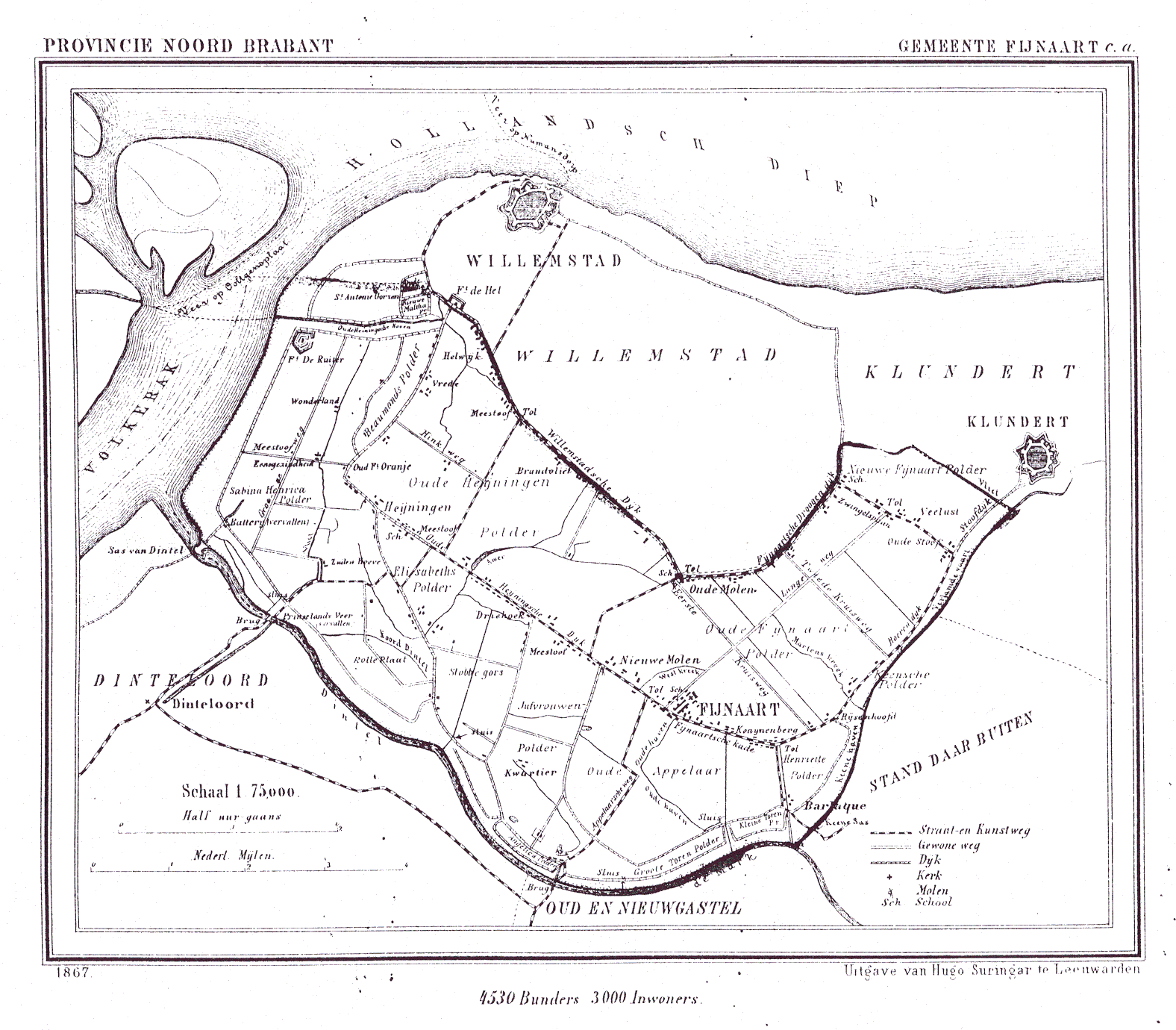
Fijnaart

Federatie van Philips Sport Verenigingen -
Fellenoord -
Fijnaart en Heijningen -
Fijnaart -
Flik-Flak -
Floris van Merode (1600) -
Fort Dieze -
Fort Isabella -
Fort Orthen -
Fort Sint-Anthonie -
Fries-Hollandse oorlogen -
Fusilladeplaats Vught -
Piet Fransen -

## G
's Gravenmoer -
's Gravenmoer -
's Grevelduin-Capelle -
Ut Gevollug -
De Groote Stroom -
De Gruyter -
Fred de Graaf -
GLOW Festival -
Galder -
Galderse Meren -
Game Gallery -
Gastel -
Geeren -
Geerlingsebrug -
Geertruidenberg -
Geffen -
Geldrop -
Geldrop -
Gemert -
Gemonde -
Genderen -
Generaal Maczek Museum -
Genneper Parken -
Genoenhuis -

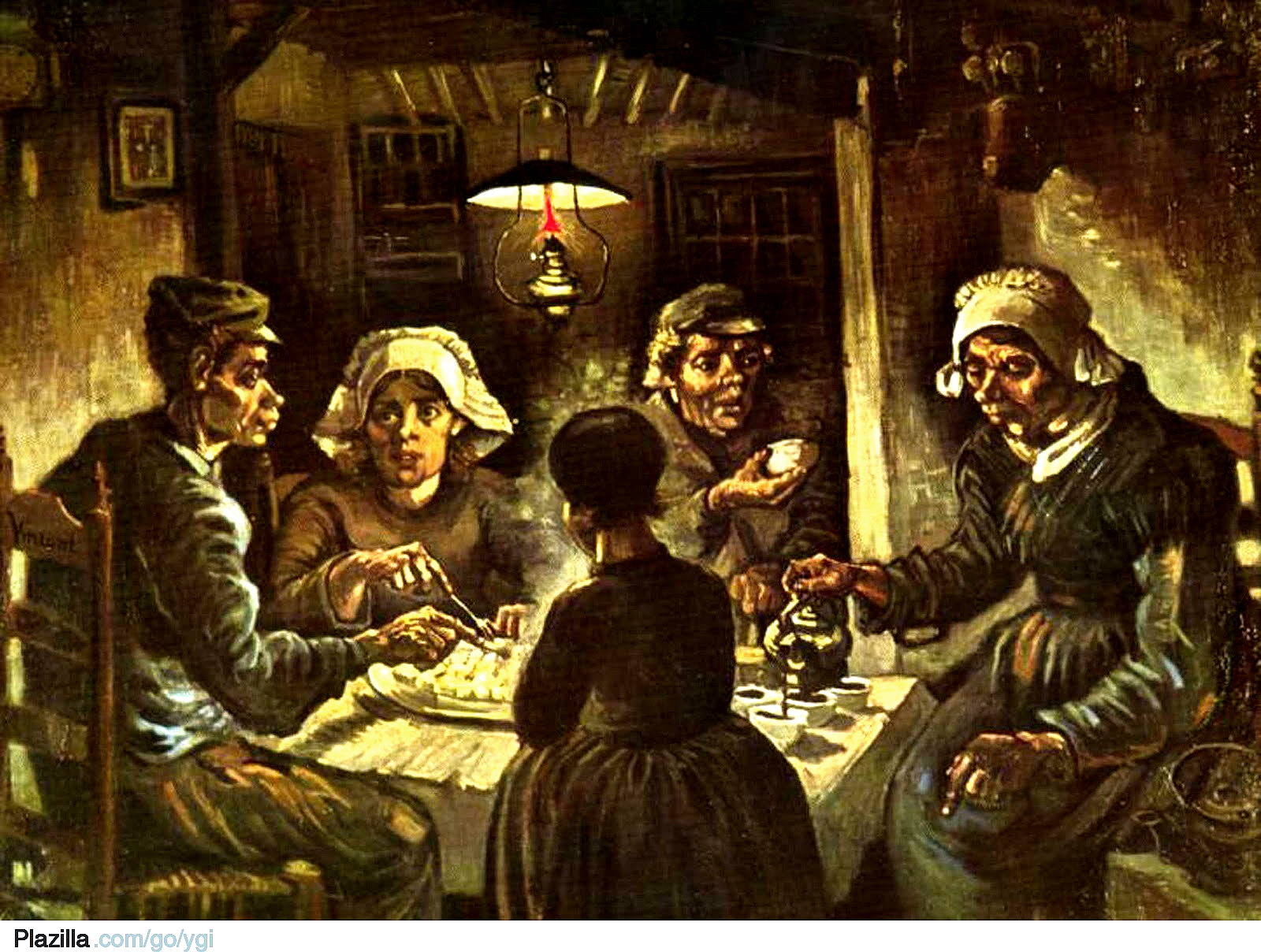
Vincent Van Gogh

Geografie en topografie van 's-Hertogenbosch -
Gerard Jacobs -
Gerard Kleisterlee -
Gerard Philips -
Gerard van Berkel -
Gerardus de Vet -
Gerrit van Cammingha -
Gertrudis Couterel -
Gerwen -
Geschiedenis van 's-Hertogenbosch -
Geschiedenis van Baarle -
Geschiedenis van Breda
Geschiedenis van Eindhoven -
Geschiedenis van Helmond -
Geschiedenis van Noord-Brabant -
Geschiedenis van PSV -
Geschiedenis van Roosendaal -
Geschiedenis van Steenbergen -
Geschiedenis van West-Friesland -
Geschiedenis van de Efteling -
Geschiedenis van de enclavekwestie in Baarle -
Gestel (Eindhoven) -
Gestel en Blaarthem -
Gevangenpoort (Bergen op Zoom) -
Gewande -
Gewande -
Giersbergen -
Giessen -
Gijzenrooi -
Gildeplein -
Gilde Sint Dionysius -
Gilze -
Ginneken en Bavel -
Ginneken -
Ginnekenstraat -
Glasbewerkingsbedrijf Brabant - 
Gloeilamp -
Godefridus van Dijk -
Goirle -
Goldfinger -
Gondoletta -
Gorp en Roovert -
Gorpeind -
Graafschap Holland -
Graafsepoort -
Graafsewijk Noord -
Graafsewijk -
Graf van Jan II van Polanen -
Grafmonument Engelbrecht I van Nassau -
Grafmonument van Dirk van Assendelft -
Granaattoren -
Grave -
Grenspark De Zoom-Kalmthoutse Heide -
Groeningen -
Groot Kasteel -
Groot Ziekengasthuis -
Groote of Hollandsche Waard -
Grootmeer -
Grote Markt (Breda) -
Grote Zaal (Breda) -
Grote of Onze-Lieve-Vrouwekerk (Breda) -
Gymnasium Bernrode -
Jan de Groot -
Vincent Van Gogh -

## H
De stad 's-Hertogenbosch en de Gemeente 's-Hertogenbosch -
Alexandre Horowitz -
Anthonius van Hellenberg Hubar -
Antoon Hurkmans -
College van het Heilige Kruis -
De Hoop (Bavel) -
De Hoop (Roosendaal) -
De Hurk/Croy -
De Paarse Heide -
Frans Hoebens -
Guus Hiddink -
H. Maria Hemelvaartkerk (Bavel) -
HC Eindhoven -
HTR Media -
Haagdijk -
Haagse Beemden Loop -
Haagse Beemden -
Haagse Beemdenbos -
Haanwijk -
Haaren -
Haarsteeg -
Haghorst -
Halder -
Halsteren -
Halve Maen -
Ham -
Handel -
Hank -
Hannus d'n Heiboer -
Hans Kolfschoten -
Hans van den Hende -
Hapert -
Haps -
Haren -
Harley-dag Breda -
Havelt -
Haven -
Haverleij -
Havermarkt (Breda) -
Hawaii Hit FM -
Hazelberg -
Hazeldonk -
Hedikhuizen -
Heer van Breda -
Heerle -
Heesbeen -
Heesch -
Heeseind -
Heeswijk -
Heeswijk-Dinther -
Heeze -
Heijningen -
Heikant (Tilburg) -
Heimolen -
Heinis
Helenaveen -
Helkant -
Helmond -
Helmonds -
Helvoirt -
Helwijk -
Hendricus Petrus van der Heijden -
Hendrien -
Hendrik I van Brabant -
Hendrik Roes -
Hendrik van Brederode (1545) -
Hendrik van Cuijk (1320) -
Hendrik van Stakenborg -
Henk van Riemsdijk -
Henny Knoet -
HL F M van Hövell -
Henricus Beens -
Henricus Franciscus Dominicus L'Heureux -
Henricus Habraken -
Henricus Petrus van Leersum -
Henricus Spoorenberg -
Henriëttewaard -
Herculesramp -
Heren van Amstel -
Herman Coolsma -
Herman Witte -
Hermes (vervoerbedrijf) -
Herpen (gemeente) -
Herpen -
Herpt -
Het Bossche Broek -
Het Brabants Landschap -
Het Dinghuis -
Het Fort/Zeekant -
Het Glacis -
Het Klaverblad -
Het Land van Ooit -
Het Oeteldonks Gemintemuzejum -
Het Wild -
Het Zand ('s-Hertogenbosch) -
Het huis van Barbara -
Heukelom -
Heusden -
Heusden -
Heuvel (Breda) -
Heuvel -
Hezelaar (Liempde) -
Hezelaar -
High Tech Campus Eindhoven -
Hilvarenbeek -
Hilvaria Studio's -
Hintham -
Hinthamer Poort -
Hinthamerbolwerk -
Hinthamerstraat -
Historisch Openlucht Museum Eindhoven -
Hockeyclub 's-Hertogenbosch -
Hoek -
Hoekse en Kabeljauwse twisten -
Hoeven -
Hof -
Hof van Holland -
Hofkapel bij het Kasteel van Breda -
Hoge Raad van Holland, Zeeland en West-Friesland -
Hoge Vucht -
Hogesnelheidslijn Schiphol - Antwerpen -
Holland -
Hollandsche Buurtspoorwegen -
Hollandse huis -
Hollandse identiteit -
Holle Bolle Gijs -
Holten's Molen -
Hondsberg (wijk) -
Hoofdindustriegroep -
Hoog Geldrop -
Hooge Mierde -
Hooge Zwaluwe -
Hooge en Lage Mierde -
Hooge en Lage Zwaluwe -
Hoogeloon, Hapert en Casteren -
Hoogeloon -
Hoogerheide -
Hortus Musicus Religiosus -
Houdoe -
Hout -
Hoven -
Hugten -
Huijbergen -
Huis Avesnes -
Huis met de Luts -
Huis van de Vijf Zintuigen -
Huisseling en Neerloon -
Huisseling -
Huize Padua -
Hulsel -
Hulst -
Hulten -
Huub Ernst -
Huub Pulles -
Wilhelmus Hoppenbrouwers -

## I
IJzeren Bos -
IJzeren Kind -
IJzeren Man
IJzeren Vrouw -
Ichthus -
Indoor Brabant -
Intervet -
Isabellakazerne -

## J
Gerard Jacobs -
JVC Cuijk -
Jacobus Melchior van Baar -
Jan IV van Nassau -
Jan Louwers Stadion -
Jazz in Duketown -
Jekschot -
Jheronimus Bosch -
Jeroen Bosch ziekenhuis -
Jeroen Boschhuis -
Jeroen Boschplein ('s-Hertogenbosch) -
Jheronimus Bosch Art Center -
Joannes Zwijsen -
Joep Baartmans-van den Boogaart -
Johan Frederik Rudolph van Hooff -
Johan Nicolaes Smits -
Johanna van Polanen -
Johannes Bluyssen -
Johannes Franciscus van Bree -
Johannes Gerardus Smits -
Johannes Jacobus Janssen -
Johannes Laurentius van Antwerpen -
Johannes Theodorus Smits van Oyen -
Johannes Theodorus Smits -
Johannes Wilhelmus Hoefnagels -
Johannes ter Schure -
Johannes van Oorschot -
John S. Thompsonbrug -
Jos van Kemenade -
Joseph Baeten -
Josephus Johannes Janssen -
Judasbrug -
Judocus Vogelpoel -

## K
De Kade -
De Kilsdonkse Molen -
De Kleine Aarde -
De Korenbloem -
De Kroeten -
Kaathoven -
Kaatsheuvel -
Kabouterkoning Kyrië -
Kamp Vught -
Kampina -
Kanovijver (Efteling) -
Kantoor van de Toekomst -
Kasteel Aldendriel -
Kasteel Asten -
Kasteel Bouvigne -
Kasteel Boxmeer -
Kasteel Bronkhorst -
Kasteel Croy -
Kasteel Dussen -
Kasteel Heeswijk -
Kasteel Heeze -
Kasteel Helmond -
Kasteel Maurick -
Kasteel Meerwijk -
Kasteel Mierlo -
Kasteel Nemerlaer -
Kasteel Onsenoort -
Kasteel Stapelen -
Kasteel Strijen (Oosterhout) -
Kasteel van Breda -
Kasteelplein -
Kasteelplein -
Kasteren -
Kasteren -
Katholieke Bijbelstichting -
Kattenbosch -
Katwijk (Noord-Brabant) -
Katwijk -
Keent (Oss) -
Kees Becht -
Keldonk -
Kempen (gebied) -
Kempen Airport -
Kempkens -
Kennedytoren -
Kerkeind -
Kermis Eindhoven -
Kerstvloed -
Kessel (Lith) -
Kessel -
Kielegat -
Kilsdonk -
Kilsdonkse Molen -
Kinderspoor -
Klein Kasteel -
Klein-Zundert -
Kleine Vughterstroom -
Klokkengieterij Eijsbouts -
Klooster van Meeuwen -
Kloosterkazerne -
Klundert -
Knegsel -
Knillispoort -
Knooppunt Batadorp -
Knooppunt De Baars -
Knooppunt De Hogt -
Knooppunt Ekkersweijer -
Knooppunt Empel -
Knooppunt Galder -
Knooppunt Hintham -
Knooppunt Hooipolder -
Knooppunt Leenderheide -
Knooppunt Noordhoek -
Knooppunt Paalgraven -
Knooppunt Sabina -
Knooppunt Sint-Annabosch -
Knooppunt Vught -
Knooppunt Zonzeel -
Knooppunt Zoomland -
Knoptoren -
Koepelgevangenis (Breda) -
Koepoort ('s-Hertogenbosch) -
Koeveringse molen -
Koning Willem I Kazerne -
Koningin Emmaplein ('s-Hertogenbosch) -
Koninginnedag 2007 -
Koningskerkje -
Koningstheater -
Koninklijke Militaire Academie -
Koninklijke Philips Electronics N.V. -
Koolwijk -
Krabbegat -
Krabbenbosschen -
Kring vrienden van 's-Hertogenbosch -
Kromme Nolkering -
Kruikenstad -
Kruikenzeiker -
Kruiskamp ('s-Hertogenbosch) -
Kruisland -
Kruispunt Beugen -
Kruisstraat ('s-Hertogenbosch) -
Kruisstraat (Rosmalen) -
Kwartier van Bredero -
Kwartier van Frederik Hendrik -
Kwartier van Rees -

## L
De 80 van de Langstraat -
Ad de Laat -
A F X Luyben -
J L A Luyben -
Landschap -
LONGA (voetbalclub) -
Lambertus Dominicus Storm -
Lambooijbrug -
Lampegat -
Lampegat -
Land van Cuijk -
Land van Heusden en Altena -
Land van Ravenstein -
Landgoed Velder -
Lanen -
Lange Brugstraat -
Langnek -
Langstraat -
Leende -
Lennisheuvel -
Leonard Antoon Hubert Peters -
Leontien Ladies Ride -
Lepelstraat -
Leur -
Leuvense Poort ('s-Hertogenbosch) -
Liduina van Schiedam -
Liempde -
Lierop -
Liesbos -
Lieshout -
Liessel -
Lijst van Bredanaars -
Lijst van heren en vrouwen van Asten -
Lijst van Kwartieren bij het Beleg van 's-Hertogenbosch -
Lijst van Noord-Brabantse lokale omroepen -
Lijst van abten van Berne -
Lijst van attracties in de Efteling -
Lijst van bisschoppen van 's-Hertogenbosch -
Lijst van bisschoppen van Breda -
Lijst van bisschoppen van Breda -
Lijst van burgemeesters van 's-Hertogenbosch -
Lijst van burgemeesters van Bergen op Zoom -
Lijst van burgemeesters van Bernheze -
Lijst van burgemeesters van Bladel -
Lijst van burgemeesters van Boxmeer -
Lijst van burgemeesters van Boxtel -
Lijst van burgemeesters van Breda -
Lijst van burgemeesters van Cranendonck -
Lijst van burgemeesters van Cuijk -
Lijst van burgemeesters van Dinther -
Lijst van burgemeesters van Eindhoven -
Lijst van burgemeesters van Heeswijk-Dinther -
Lijst van burgemeesters van Nistelrode -
Lijst van burgemeesters van Vught -
Lijst van buurten en wijken in Eindhoven -
Lijst van gemeenten in Noord-Brabant naar inwonersaantal -
Lijst van gouverneurs en commissarissen van de Koning(in) van Noord-Brabant -
Lijst van graven van Holland -
Lijst van heren en markiezen van Bergen op Zoom -
Lijst van heren van Breda -
Lijst van hoogste gebouwen van Eindhoven -
Lijst van meren in 's-Hertogenbosch -
Lijst van raadpensionarissen -
Lijst van spelers van NAC Breda -
Lijst van spelers van PSV -
Lijst van spoorwegstations in Noord-Brabant -
Lijst van stadhouders in de Nederlanden -
Lijst van trainers van FC Eindhoven -
Lijst van voormalige gemeenten in Noord-Brabant -
Lijst van voormalige spoorwegstations in Noord-Brabant -
Linden -
Lith (gemeente) -
Lith (plaats) -
Lithoijen -
Loek van Wely -
Loo -
Loon op Zand -
Loonse Oorlog -
Loosbroek -
Louis van de Laar -
Loveren -
Luchtboogbeelden Sint-Jan -
Luyksgestel -

## M
Adriaanus van Mol -
Amandus Hubertus van Moorsel -
Arnoldus van de Moosdijk -
Kees Minkels -
De Markiezaten -
De Meere -
De Moriaan -
De Mortel ('s-Hertogenbosch) -
De Muntel -
De magische klok -
Guus Meeuwis -
MHC Boxmeer -
MHC Rosmalen -
Maashees -
Maaskantje -
Maasland -
Maasland (departement) -
Maasland FM -
Maaspoort ('s-Hertogenbosch) -
Maaspoort Sports en Events -
Macharen -
Made -
Made en Drimmelen -
Maliskamp -
Marathon van Eindhoven 2000 -
Marathon van Eindhoven 2003 -
Marathon van Eindhoven 2004 -
Marathon van Eindhoven 2005 -
Marathon van Eindhoven 2006 -
Marathon van Eindhoven -
Marcelis van Rijsingen -
Maren-Kessel -
Maren -
Marggraff -
Maria van Loon-Heinsberg -
Mariaheide -
Mariahout -
Mark (Dintel) -
Markdal -
Markgraafschap Antwerpen -
Markiezenhof -
Markt ('s-Hertogenbosch) -
Markt (Eindhoven) -
Markt (Rosmalen) -
Martelaren van Gorcum -
Martinus Franciscus van Hooff -
Mastbos -
Maurick College -
Medisch Centrum de Klokkenberg -
Meerhoven -
Meerveldhoven -
Meerwijk -
Meeuwen -
Megen, Haren en Macharen -
Megen -
Meierij van 's-Hertogenbosch -
Meierijsche Museumboerderij -
Meijsberg -
Melchior van Bon -
Mencia de Mendozalyceum -
Mencía de Mendoza -
Merkske -
Met-Elkaartje -
Metworstrennen -
Mezz -
Michel den Dulk -
Middegaal -
Middelbeers -
Middelrode -
Mierlo-Hout -
Mierlo -
Mierlo -
Milheeze -
Militair Gouvernement -
Mill -
Mixed Hockeyclub MEP -
Moerasdraak -
Moerdijk -
Moerdijkbruggen -
Moergestel -
Moerputten -
Moerstraten -
Molen Duffhues -
Molenhoek -
Molenschot -
Monden van de Maas -
Monsieur Cannibale -
Monument van Stadhouder Willem III van Oranje-Nassau te paard -
Muizenberg (Breda) -
Muntelbolwerk -
Museum De Bouwloods -
Museum Jan Cunen -
Museum Kempenland -
Museum Scryption -
Museum Krona -
Museumgemaal Caners -
Compact cassette -
Muziekcentrum Frits Philips -
Theo Maassen -
Wilhelmus Mutsaerts -

## N
't Nupke -
NAC Breda in het seizoen 1912-1913 -
NAC Breda in het seizoen 1920-1921 -
NAC Breda in het seizoen 2005-2006 -
NAC Breda in het seizoen 2006-2007 -
NAC Breda in het seizoen 2007-2008 -
NAC Breda -
NAC Museum -
NHB -
NHTV -
NOAD -
Nassauzaal (Breda) -
Nationaal Park De Biesbosch -
Nationaal Park De Groote Peel -
Nationaal Park De Loonse en Drunense Duinen -
Nationaal Zwemcentrum de Tongelreep -
Natuurmuseum Brabant -
Nederlands kampioenschap badminton 2006 -
Nederlands kampioenschap badminton 2007 -
Nederveen-Cappel -
Nederwetten -
Neerkant -
Neerlangel -
Neerloon -
Negenhuizen (Baarle-Hertog) -
Nergena (Boxtel) -
Netersel -
Newmancollege -
Nieuw Wolfslaar -
Nieuw-Ginneken -
Nieuw-Vossemeer -
Nieuwe Veste -
Nieuwendijk -
Nieuwkuijk -
Nijhoven -
Nijnsel -
Nispen -
Nistelrode -
Non Stop FM -
Nooit Gedagt (Woudrichem) -
Noord-Brabant -
Noord-Brabantsch-Duitsche Spoorweg-Maatschappij -
Noordbrabants Museum -
Noordbrabantse Christelijke Boerenbond -
Noordhoek -
Noordschans -
Norbertus Antonius van Hooff -
Nuenen -
Nuland -

## O
De Oeteldonksche Club van 1882 -
Fort Orthen -
Franciscus van Osch -
Frans Otten -
OJC Rosmalen (turnen) -
OJC Rosmalen (voetbal) -
OJC'98 -
ORVA -
Odiliapeel -
Odulphus -
Oeffelt -
Oeffelt -
Oerle -
Oeteldonk -
Oeteldonkse Parade -
Oetelhoazendam -
Oijen -
Oijen en Teeffelen -
Oirschot -
Oisterwijk -
Olen -
Olland -
Ommel -
Omroep Brabant -
Onderwijsboulevard -
Ons Middelbaar Onderwijs -
Onze Lieve Vrouwelyceum -
Onze-Lieve-Vrouw-Hemelvaartkerk (Hoogerheide) -
Onze-Lieve-Vrouwe ter Eik -
Onze-Lieve-Vrouwe van Aarle-Rixtel -
Onze-Lieve-Vrouwe van Ommel -
Onze-Lieve-Vrouwekerk -
Oorlogsmuseum Overloon -
Oost-, West- en Middelbeers -
Oosteind (Oosterhout) -
Oosteind (Waalwijk) -
Oostelbeers -
Oosterhout -
Oosterplas -
Op De Tôffel -
Openbaar vervoer in 's-Hertogenbosch -
Openbaar vervoer in Breda -
Openbaar vervoer in Eindhoven -
Openbaar vervoer in Helmond -
Openbaar vervoer in Roosendaal -
Openbaar vervoer in Tilburg -
Oppervlaktewater in 's-Hertogenbosch -
Opstand van het Kaas- en Broodvolk -
Opwetten -
Oranje Zwart -
Oranjewijk -
Orde van het Heilig Kruis -
Orgel van de Grote Kerk in Breda -
Orthen -
Orthense Poort -
Oss -
Oss (gemeente) -
Ossendrecht -
Otten Cup -
Oud Gastel -
Oud en Nieuw Gastel -
Oud-Drimmelen -
Oud-Empel -
Oud-Strijp -
't Oude Huys -
Oude Rijksweg ('s-Hertogenbosch) -
Oude stadhuis (Breda) -
De Oude Tuffer -
Oudemolen -
Oudenbosch -
Oudendijk -
Oudheusden -
Overlaet -
Overlangel -
Overloon -

## P
Pagode (Efteling) -
De sprekende papegaai -
Paleiskwartier -
Paleis-Raadhuis -
PandaDroom -
ParaGamesBreda -
Parade ('s-Hertogenbosch) -
Pardoes -
Villa Pardoes -
Park Hoge Vucht -
Park Valkenberg -
Parktheater Eindhoven -
Parva Domus -
Paul Windhausen (1903-1944) -
Peapark -
Peel -
Peelhoeven -
Peelland -
Peellandpad -
Peelrandbreuk -
Peer vaan den Muggenheuvel tot den Bobberd -
Peerenboom -
Pegasus -
Pelikaan -
Peperbus -
PerfectDraft -
Peter Caspar de Haas -
Peter Mangelmans -
Peter Reijnders -
Peter van Oorschot -
Petrus Hopmans -
Petrus Scriverius -
Petrus van Dijk -
Pettelaarse plas -
Pettelaarse Schans -
Pettelaarpark -
Phileas (OV) -
Anton Pieck -
Anton Pieckplein -
Philips
Anton Philips -
Frederik Philips -
Frits Philips -
Philips Harmonie -
Philips Lighting -
Philips NMS-8250 -
Philips Natuurkundig Laboratorium -
Philips Stadion -
Philips VG-8020 -
Philips in België -
Philips in Noord-Nederland -
Philips-Duphar -
Philishave -
Phoxy -
Jan I van Polanen -
Pieter Reese -
Pieter Zevenbergen -
Pieter de Boisiea -
Pijnappelsche Poort -
Piraña -
Pladella Villa -
Plaza Futura -
Plukmade -
Poeldonk -
Polka Marina -
PolyGram Filmed Entertainment -
PolyGram -
Poosplaatsen-project -
Porthos (gebouw) -
Praalgraf van Engelbrecht I van Nassau -
Praalgraf van Engelbrecht II van Nassau -
Princenhage -
Prins Amadeiro -
Prinsenbeek -
Prinsenkade -
Privileges van 1252 -
Prostitutie in Eindhoven -
Proveniershuis -
Provinciale weg 69 -
Provinciale weg 257 -
Provinciale weg 260 -
Provinciale weg 261 -
Provinciale weg 262 -
Provinciale weg 263 -
Provinciale weg 264 -
Provinciale weg 266 -
Provinciale weg 267 -
Provinciale weg 268 -
Provinciale weg 269 -
Provinciale weg 270 -
Provinciale weg 272 -
Provinciale weg 277 -
Provinciale weg 279 -
Provinciale weg 283 -
Provinciale weg 284 -
Provinciale weg 285 -
Provinciale weg 286 -
Provinciale weg 289 -
Provinciale weg 322 -
Provinciale weg 324 -
Provinciale weg 324 -
Provinciale weg 329 -
Provinciale weg 397 -
Provinciale weg 603 -
Provinciale weg 605 -
Provinciale weg 606 -
Provinciale weg 616 -
Provinciale weg 617 -
Provinciale weg 622 -
Provinciale weg 625 -
Provinciale weg 629 -
Provinciale weg 632 -
Provinciale weg 831 -
Provinciehuis -
PSV (voetbal) in de Europa Cup -
PSV -
PSV Honk- en Softbalvereniging -
PSV Zwemmen en waterpolo -
PSV in het seizoen 2006-2007 -
PSV in het seizoen 2007-2008 -
Push (hockeyclub) -
Putte -
Python -

## Q
Quirijnstok (buurtschap) · Quirijnstok (wijk)

## R
Charles van Rooy -
Chris Rutten -
De Regent -
De Rietvelden -
Roes
Nico Rodenburg -
R.K. Kerk van H. Anthonius Abt (Sint Anthonis) -
RC-5 -
ROS-Kabelkrant -
RTV Midden Brabant -
Raamsdonk -
Raamsdonksveer -
Radio 8FM -
Radio Atlantis Lokaal -
Radio Benelux -
Radio Bergeijk -
Radio Mexico FM -
Rat Verlegh Stadion -
Ravenstein (stad) -
Ravenstein -
Reek -
Regio TV -
Rein Welschen -
Reinier Peter Smits -
Reinoud van Brederode -
Rellen in 's-Hertogenbosch december 2000 -
René Merkelbach -
Reusel -
Reutemeteutrit -
Riel -
Riel (Zesgehuchten) -
Riethoven -
Rijkevoort -
Rijksweg 16 -
Rijksweg 17 -
Rijksweg 259 -
Rijksweg 265 -
Rijksweg 27 -
Rijksweg 29 -
Rijksweg 2 -
Rijksweg 4 -
Rijksweg 50 -
Rijksweg 58 -
Rijksweg 59 -
Rijksweg 64 -
Rijksweg 65 -
Rijksweg 67 -
Rijksweg 73 -
Rijksweg 77 -
Rijsbergen -
Rijswijk -
Ring 's-Hertogenbosch -
Ring Eindhoven -
RoDeBo -
Robert Lambooij -
Rodenborch-College -
Rodenborchweg -
Roderick van de Mortel -
Roeivijver -
Romeinse Maasbrug bij Cuijk -
Romé Fasol -
Roosendaal en Nispen -
Roosendaal -
Rosmalen -
Rosmalen (gemeente) -
Rosmalen Noord -
Rosmalen Zuid -
Rosmalens Belang -
Rosmalens -
Rosmalense Plas -
Rucphen -
Rudolphus van Baer -
Rugbyclub The Dukes -
Ruitersbos -
Rutger Claas Rutgers (Rogier) van Grinsven -
Regio Eindhoven
Willem de Roover -

## S
A.V. Sprint -
Alexander Sakkers -
Antoni Smits -
De Schans (Bergen op Zoom) -
Franciscus Smits -
Josephus Jacobus Smits -
Josephus Theodorus Maria Smits van Oyen -
Safaripark de Beekse Bergen -
Sambeek -
Scala (Eindhoven) -
Schaats- en Racketcentrum Breda -
Schaijk -
Schijf -
Schijndel -
Schola Cantorum (Sint-Janskathedraal) -
Senseo -
Seppe Airport -
Singel (Baarle) -
Sint Agatha -
Sint Anthonis -
Sint-Clemensvloed -
Sint Hubert -
Sint-Jeronimusvloed -
Sint Willibrordus (molen) -
Sint-Aagthenvloed -
Sint-Adelbertabdij -
Sint-Elisabethsvloed (1424) -
Sint-Elisabethziekenhuis Tilburg -
Sint-Gertrudiskerk (Bergen op Zoom) -
Sint-Jacobskerk (Bethaniëstraat, 's-Hertogenbosch) -
Sint-Jacobskerk (Jeroen Boschplein, 's-Hertogenbosch) -
Sint-Jansbasiliek (Oosterhout) -
Sint-Janscentrum -
Sint-Janskathedraal -
Sint-Janspoort -
Sint-Joostkapel -
Sint-Lambertuskerk (Cromvoirt) -
Sint-Lambertuskerk (Engelen) -
Sint-Lambertuskerk (Helmond) -
Sint-Lambertuskerk (Rosmalen) -
Sint-Lambertuskerk (Veghel) -
Sint-Leonarduskerk ('s-Hertogenbosch) -
Sint-Marcellusvloed (1362) -
Sint-Michielsgestel (gemeente) -
Sint-Nicolaasvloed (1196) -
Sint-Oedenrode -
Sint-Petrusbasiliek (Boxmeer) -
Sint-Pontiaansvloed (1552) -
Sint-Salvatorkapel -
Sint-Servatiuskerk (Dinther) -
Sint-Thomasvloed (1163) -
Sint-Willibrorduskerk (Deurne) -
Slag bij Boxtel -
Sleeuwijk -
Slot Frisselstein -
Sluis 0 -
Sluis Engelen -
Societas Studiosorum Reformatorum -
Soerendonk -
Someren (dorp) -
Someren -
Someren-Eind -
Someren-Heide -
Son -
Sony/Philips Digital Interface -
Spanjaardsgat -
Sparrenburg -
Spijk -
Spijkerkapel -
Spookslot (Efteling) -
Spoordonk -
Spoorlijn 29 -
Spoorlijn Boxtel - Wesel -
Spoorlijn Breda - Eindhoven -
Spoorlijn Breda - Maastricht -
Spoorlijn Breda - Rotterdam -
Spoorlijn Lage Zwaluwe - 's-Hertogenbosch -
Spoorlijn Roosendaal - Vlissingen -
Spoorlijn Tilburg - Nijmegen -
Spoorlijn Tilburg - Turnhout -
Spoorlijn Utrecht - Boxtel -
Spoorlijn Venlo - Eindhoven -
Spoortunnel Best -
Sporen van het Beleg van 's-Hertogenbosch -
Sportiom -
Sportpark Coudewater -
Sportpark De Groote Wielen -
Sportpark De Hoef -
Sportpark De Rauwbraken -
Sportpark De Vliert -
Sportpark Eikenhage -
Sportpark Maliskamp -
Sprang-Capelle -
Sprokkelbosch -
Sprookjesbos -
Sprundel -
Staats-Brabant -
Stadhuis -
Stadion De Braak -
Stadion De Vliert -
Stadionkwartier (Breda) -
Stadionkwartier (Eindhoven) -
Stadsarchief (Breda) -
StadsHeer -
Stads- en streekvervoer in Noord-Brabant
Stamlijn De Rietvelden -
Stampersgat -
Standbeeld Jeroen Bosch -
Standbeeld Kardinaal van Rossum -
Standdaarbuiten -
Standerdmolen Rosmalen -
Staten van Holland en West-Friesland -
Station 's-Hertogenbosch Oost -
Station 's-Hertogenbosch -
Station Aalst-Waalre -
Station Alphen -
Station Baarle-Nassau Grens -
Station Baarle-Nassau -
Station Batadorp -
Station Beek -
Station Bergen op Zoom -
Station Berghem -
Station Berkel-Enschot -
Station Besoijensche Steeg -
Station Best -
Station Beugen-Rijkevoort -
Station Borkel en Schaft -
Station Boxmeer -
Station Boxtel -
Station Breda-Prinsenbeek -
Station Breda -
Station Budel -
Station Capelle Nieuwevaart -
Station Capelle-Vrijhoeve -
Station Cuijk -
Station Deurne (Nederland) -
Station Dorst -
Station Drunen-Heusden -
Station Drunenschedijk -
Station Eerde -
Station Eindhoven Acht -
Station Eindhoven Strijp-S -
Station Eindhoven -
Station Eindhoven -
Station Elshout -
Station Esch -
Station Etten Vosschendaalschestraat -
Station Etten-Leur -
Station Geertruidenberg -
Station Geffen -
Station Geldrop -
Station Gestel -
Station Gilze-Rijen -
Station Haps -
Station Heeze-Leende -
Station Heeze -
Station Heidijk -
Station Heihoek -
Station Helenaveen -
Station Helmond 't Hout -
Station Helmond Brandevoort -
Station Helmond Brouwhuis -
Station Helmond -
Station Helvoirt -
Station Hoeven -
Station Hooge Zwaluwe -
Station IJsselmonde -
Station Kruisstraat -
Station Kuiksche Heide -
Station Lage Zwaluwe -
Station Langeweg -
Station Leur -
Station Liempde -
Station Liesbosch -
Station Linden-Katwijk -
Station Maarheeze -
Station Maashees-Smakt -
Station Made en Drimmelen -
Station Mill -
Station Moerdijk SS -
Station Nemelaer -
Station Nieuwkuijk -
Station Nuenen-Tongelre -
Station Nuland -
Station Oeffelt -
Station Oisterwijk -
Station Olland -
Station Orthen -
Station Oss West -
Station Oss -
Station Oudenbosch -
Station Philipsdorp Zuid -
Station Princenhage -
Station Raamsdonksveer -
Station Ravenstein -
Station Riel -
Station Roosendaal -
Station Rosmalen -
Station Sambeek -
Station Schijndel -
Station Seppe -
Station Sprokkelbosch -
Station Sterksel -
Station Tilburg Reeshof -
Station Tilburg West -
Station Tilburg -
Station Tongelre -
Station Uden -
Station Udenhout -
Station Valkenswaard -
Station Veghel -
Station Vierlingsbeek -
Station Vlijmen -
Station Vortum -
Station Vrouwkensvaart -
Station Vught West -
Station Vught-IJzeren Man -
Station Vught -
Station Waalwijk -
Station Waspik-'s Gravenmoer -
Station Woensdrecht -
Station Woensel -
Station Zeeland -
Station Zevenbergen -
Station Zevenbergschenhoek -
Stationsplein ('s-Hertogenbosch) -
Stationsplein (Eindhoven) -
Stationsplein (Rosmalen) -
Stedelijk Gymnasium (bouwwerk in 's-Hertogenbosch) -
Stedelijk Gymnasium (school in 's-Hertogenbosch) -
Stedelijk Gymnasium Breda -
Stedelijk Museum 's-Hertogenbosch -
Steenbergen -
Steensel -
Steentjeskerk -
Stein (Zuid-Holland) -
Stella Polaris -
Stephanus Leurs -
Sterksel -
Sterrenwacht Halley -
Stevensbeek -
Stichting Princenhaags Museum -
Stichting de Twaalf Ambachten -
Stiphout -
Stoer geweld -
Stokhasselt -
Stoomcarrousel -
Stoomtram 's-Hertogenbosch-Helmond-Veghel-Oss -
Stoomtramweg-Maatschappij Antwerpen - Bergen op Zoom - Tholen -
Stoomtrein (Efteling) -
Stopplaats Willemsdorp -
Stormvloed van 1014 -
Stormvloed van 1134 -
Stormvloed van 1212 -
Stormvloed van 1282 -
Stormvloed van 1682 -
Stratum (Eindhoven) -
Stratumse Heide -
Stratumsedijk -
Stratumseind -
Streamium -
Strijbeek -
Strijp -
Stuivezand -
St. Willebrord -
Super audio compact disc -
Suzie -
SvSSS -
Swengelbrug -
Swiss Bob -
Willem van Sonsbeeck -

## T
Tabel van gemeenten in Noord-Brabant - 
De Tempel -
De trollenkoning -
Franciscus Teurlings -
Jan Timmer (bestuurder) -
TMHC Forward -
TMHC Tilburg -
TSVV Merlijn -
TV&Co -
TV8 -
Teeffelen -
Teisterbant -
Tempel van Empel -
Ter Vloet -
Terheijden -
Terpersdurp -
Teteringen -
Teveder10 -
TextielMuseum (Tilburg) -
Theater aan de Parade -
Theo Hochwald -
Theo the King -
Thuiszorg Breda -
Tilburg Ten Miles -
Tilburg Trappers -
Tilburg -
Tilburgse Kermis -
Tiny Muskens -
Toine Gresel -
Tolbrugkazerne -
Tommel -
Ton Rombouts -
Ton van de Ven -
Tongelre -
Tonnekreek -
Toren van de Sint-Petrus' Bandenkerk -
Totdenringen -
Tramlijn 's-Hertogenbosch - Drunen - Heusden -
Tramlijn Drunen - Baardwijk -
Tuinwijk (Bergen op Zoom) -
Tullepetoanestad -
Turfoproer -
Turfschip van Breda -
Twee Neten -
TweeSteden ziekenhuis -

## U
UCI ProTour Ploegentijdrit -
Uden -
Udenhout -
Uilenburg -
Uitbus -
Uitwijk -
Ulicoten -
Ulvenhout -
Undeclinable -
Unie van Utrecht -
Universiteit van Tilburg -
Uppel -
Ursulavloed (1468) -

## V
't Ven (Rosmalen) -
Animali Vogel- en dierenpark -
Antoon Verlegh -
Volkslied -
De Vliegende Hollander -
De Vliert -
De Vlijt -
De vliegende fakir -
Voormalige spoorwegstations -
Peter van der Velden -
V.V. Tamar -
VV ZIGO -
Valkenswaard -
Van Abbemuseum -
Van Lanschot -
Van de Rijdt -
Varkenshoek -
Vatican Analog -
Veemarktstraat -
Veen -
Veghel -
Veldhoven en Meerveldhoven -
Veldhoven -
Velp -
Ven -
Venbergse Watermolen -
Venhorst -
Verdrag van Brugge -
Verdronken land van het Markiezaat -
Vereniging van Gereformeerde Studenten -
Verkadefabriek -
Verkeer en vervoer in Vught -
Verwersstraat -
Verwersstroom -
Vessem, Wintelre en Knegsel -
Vessem -
Vesteda Toren -
Vestingwerken -
Vianen -
Vicariaat Ravenstein-Megen -
Video 2000 -
Vier van Breda -
Vierlingsbeek -
Villa De Driesprong -
Villa Pardoes -
Villa Volta -
Vincents Tekenlokaal -
Vinkel -
Virus Festival -
Vitesse -
Vlag van 's-Hertogenbosch -
Vlag van Breda (Nederland) -
Vlag van Noord-Brabant -
Vlag van Rosmalen -
Vliegbasis Gilze-Rijen -
Vliegbasis Volkel -
Vliegbasis Woensdrecht -
Vliegveld Keent -
Vlierden -
Vlietdijk -
Vlijmen -
De Vlinderpoort -
Vogel Rok -
Volk van Laaf -
Volkel -
Volt (bedrijf) -
Vorstenbosch -
Vortum-Mullem -
Vrede van Breda -
Vrede van Kopenhagen -
Vrede van Parijs -
Vreeburgpassage -
Vrilkhoven -
Vrouwenconvent Sint Geertrui -
Vught -
Vughter Poort -
Vughterheide -
Vughterpoort -
Vughterstraat -
Vughterstroom -
Vughterweg -

## W
Worstenbroodje -
De Indische waterlelies -
De Wieger -
W2 Concertzaal -
W2 Popcollectief -
WTA-toernooi 2007 -
WTA-toernooi
Waalre-dorp -
Waalre -
Waalse ker -
Waalwijk -
Waardhuizen -
Wagenberg -
Wanroij -
Wapen van 's-Hertogenbosch -
Wapen van Bokhoven -
Wapen van Brabant -
Wapen van Empel en Meerwijk -
Wapen van Engelen -
Wapen van Gestel en Blaarthem -
Wapen van Oss -
Wapen van Rosmalen -
Waspik -
Watchtower II -
Water in Historic City Centres -
Waterorgel -
Waterplas -
Waterpoort (Herman Moerkerkplein, 's-Hertogenbosch) -
Waterpoort (Sint-Geertruikerkhof, 's-Hertogenbosch) -
Watertoren ('s-Hertogenbosch Hinthamereinde) -
Watertoren (Almkerk) -
Watertoren (Bergen op Zoom) -
Watertoren (Dinteloord) -
Watertoren (Dongen) -
Watertoren (Eindhoven Anton Coolenlaan) -
Watertoren (TU Eindhoven) -
Watertoren (Eindhoven Willem Elsschotlaan) -
Watertoren (Etten-Leur) -
Watertoren (Fijnaart) -
Watertoren (Heeswijk) -
Oude watertoren (Helmond) -
Watertoren (Helmond Raaijmakers) -
Watertoren (Helmond Torenstraat) -
Watertoren (Hooge Zwaluwe) -
Watertoren (Kaatsheuvel) -
Oude watertoren (Oss) -
Nieuwe watertoren (Oss) -
Watertoren (Raamsdonksveer) -
Watertoren (Roosendaal) -
Watertoren (Breda Speelhuislaan) -
Watertoren (Stampersgat) -
Watertoren (Steenbergen) -
Watertoren (Steenbergen) -
Watertoren (Tilburg) -
Watertoren (Udenhout Assisië) -
Watertoren (Udenhout Vincentius) -
Watertoren (Vught) -
Watertoren (Waalwijk) -
Watertoren (Breda Wilhelminasingel) -
Oude watertoren (Zevenbergen) -
Nieuwe watertoren (Zevenbergen) -
Watertuinen (Rosmalen) -
Weebosch -
Weede (dorp) -
Weerter- en Budelerbergen -
Were Di Tilburg -
Werkendam -
Wernhout -
West-Brabantse waterlinie -
Westelbeers -
Westerbeek -
Westerhoven -
Westpoint-woontoren -
Weverijmuseum Geldrop -
Wiel van Rosmalen -
Wijbosch -
Wijk en Aalburg -
Wijken in 's-Hertogenbosch -
Wijken in Breda -
Wijken in Rosmalen -
Wildenhoek -
Wilhelminabrug ('s-Hertogenbosch) -
Wilhelminaplein ('s-Hertogenbosch) -
Wilhelminaplein (Eindhoven) -
Willem II -
Willem Jan Marie van de Poll -
Willemsbrug -
Willemstad (Noord-Brabant) -
Willemstad -
Windlust -
Winkelcentrum Woensel -
Wintelre -
Wintelre -
Wisse Dekker -
Wisselaar -
Witla -
Witte Dame -
Witte Dorp -
Woensdrecht -
Woensel -
Woensel (1896-1920) -
Woudrichem -
Wouw -
Wouwse Plantage

## X
XFM -
Xnoizz Flevo Festival -

## Z
Amphia Ziekenhuis -
Budelse zinkfabriek -
De Zijde -
Zandberg (Breda) -
Zandbergen -
Zandhazendurp -
Zandstad -
Zandverstuiving Rosmalen -
Zeeland -
Zeelst -
Zegge -
Zeilberg -
Zeldenrust (Geffen) -
Zeldenrust (Lith) -
Zesgehuchten -
Zet Brabant -
Zevenbergen (Bernheze) -
Zevenbergen -
Zevenbergen -
Zevenbergschen Hoek -
Zijtaart -
Zionsburg (Vught) -
Zoen van Delft -
Zoete Lieve Vrouw van Den Bosch -
Zondveld -
Zoo Parc Overloon -
Zuid ('s-Hertogenbosch) -
Zuid-Willemsvaart -
Zuider Stoomtramweg-Maatschappij -
Zuiderzeedepartement -
Zuidewijn-Capelle -
Zuidooster -
Zundert -
Zusters van de Choorstraat -
Zwanenbroeders -
Zwanenburg -
Zwikken
Drenthe van A tot Z · Flevoland van A tot Z · Friesland van A tot Z · Gelderland van A tot Z · Groningen  van A tot Z · Limburg (Nederland) van A tot Z · Noord-Brabant van A tot Z · Noord-Holland van A tot Z · Overijssel van A tot Z · Utrecht van A tot Z · Zeeland van A tot Z · Zuid-Holland van A tot Z

Nederland · provincies